# Tore
Tore (Schots-Gaelisch: An Todhar) is een dorp op het schiereiland Black Isle ongeveer 11 kilometer ten noorden van Inverness in de Schotse lieutenancy Ross and Cromarty in het raadsgebied Highland.